# Lijst van voetbalinterlands Letland - Turkije
Deze lijst van voetbalinterlands is een overzicht van alle officiële voetbalwedstrijden tussen de nationale teams van Letland en Turkije. De landen speelden tot op heden tien keer tegen elkaar, te beginnen met een vriendschappelijke wedstrijd op 22 juni 1924 in Riga. Het laatste duel, een kwalificatiewedstrijd voor het Europees kampioenschap voetbal 2024, werd gespeeld in Konya op 15 oktober 2023.

## Wedstrijden
| №  | Plaats    | Datum            | Competitie           | Wedstrijd         | Uitslag |
| -- | --------- | ---------------- | -------------------- | ----------------- | ------- |
| 1  | Riga      | 22 juni 1924     | Vriendschappelijk    | Letland – Turkije | 1 – 3   |
| 2  | Riga      | 15 november 2003 | EK 2004 kwalificatie | Letland – Turkije | 1 – 0   |
| 3  | Istanboel | 19 november 2003 | EK 2004 kwalificatie | Turkije – Letland | 2 – 2   |
| 4  | Duisburg  | 28 mei 2013      | Vriendschappelijk    | Turkije – Letland | 3 − 3   |
| 5  | Riga      | 13 oktober 2014  | EK 2016 kwalificatie | Letland − Turkije | 1 − 1   |
| 6  | Konya     | 3 september 2015 | EK 2016 kwalificatie | Turkije − Letland | 1 − 1   |
| 7  | Istanboel | 30 maart 2021    | WK 2022 kwalificatie | Turkije − Letland | 3 − 3   |
| 8  | Riga      | 11 oktober 2021  | WK 2022 kwalificatie | Letland − Turkije | 1 − 2   |
| 9  | Riga      | 16 juni 2023     | EK 2024 kwalificatie | Letland − Turkije | 2 − 3   |
| 10 | Konya     | 15 oktober 2023  | EK 2024 kwalificatie | Turkije − Letland | 4 − 0   |

## Samenvatting
| Competitie        | Totaal gespeeld | Winst Letland | Gelijk | Winst Turkije | Doelsaldo Letland – Turkije |
| ----------------- | --------------- | ------------- | ------ | ------------- | --------------------------- |
| WK-kwalificatie   | 2               | 0             | 1      | 1             | 4 − 5                       |
| EK-kwalificatie   | 6               | 1             | 3      | 2             | 7 − 11                      |
| Vriendschappelijk | 2               | 0             | 1      | 1             | 4 − 6                       |
| Totaal            | 10              | 1             | 5      | 4             | 15 − 22                     |

## Details

### Eerste ontmoeting
| Vriendschappelijk (Riga, Letland, 22 juni 1924): |       |                                                                |
| Letland                                          | 1 – 3 | Turkije                                                        |
| Edvīns Bārda 56'                                 | goals | 11' Zeki Rıza Sporel 16' Zeki Rıza Sporel 68' Zeki Rıza Sporel |

### Tweede ontmoeting
| EK 2004 kwalificatie (play-offs) (Riga, Letland, 15 november 2003): |       |         |
| Letland                                                             | 1 – 0 | Turkije |
| Māris Verpakovskis 29'                                              | goals |         |

### Derde ontmoeting
| EK 2004 kwalificatie (play-offs) (Istanboel, Turkije, 19 november 2003):        |       |                                          |
| Turkije                                                                         | 2 – 2 | Letland                                  |
| İlhan Mansız 20' Hakan Şükür 63'                                                | goals | 66' Juris Laizāns 78' Māris Verpakovskis |
| - Letland plaatst zich voor het eerst in de geschiedenis voor een EK-eindronde. |       |                                          |

### Vierde ontmoeting
| Vriendschappelijk (Duisburg, Duitsland, 28 mei 2013):                                                           |       |                                                       |
| Letland | 3 – 3 | Turkije                                               |
| Edgars Gauračs 53' Valerijs Šabala 68' Valerijs Šabala 84'                                                      | goals | 8' Olcay Şahan 23' (pen.) Selçuk İnan 59' Veysel Sarı |
| - Debuut van Veysel Sarı (Eskişehirspor), Oğuzhan Özyakup (Beşiktaş) en Sefa Yılmaz (Kayserispor) voor Turkije. |       |                                                       |

### Vijfde ontmoeting
| EK 2016 kwalificatie (scheidsrechter Robert Madden, Riga, 13 oktober 2014): |              | |
| Letland | 1 – 1        | Turkije |
| Valerijs Šabala 54' (pen.) | goals        | 47' Bilal Kısa |
| Marian Pahars | bondscoach   | Fatih Terim |
| Aleksandrs Koļinko Kaspars Gorkšs Vladislavs Gabovs 38' Antons Kurakins Kaspars Dubra Aleksandrs Fertovs Artūrs Zjuzins 83' Jānis Ikaunieks Aleksejs Višņakovs Eduards Višņakovs 80' Valerijs Šabala | opstellingen | Volkan Babacan Gökhan Gönül Semih Kaya Ozan Tufan Arda Turan Mehmet Topal Caner Erkin 59' Olcay Şahan 70' Gökhan Töre 40' Oğuzhan Özyakup Umut Bulut |
| Gints Freimanis 38' Deniss Rakels 80' Viktors Morozs 83' | wissels      | 40' Bilal Kısa 59' Adem Büyük 70' Hamit Altıntop |
| Valerijs Šabala 45' Eduards Višņakovs 45+2' | gele kaarten | 51' Arda Turan 53' Gökhan Töre 65' Bilal Kısa 90+2' Hamit Altıntop                                                                                   |
| Gints Freimanis 52', 90+2' | rode kaarten | |
| - Debuut van Jānis Ikaunieks (FK Liepāja) voor Letland. - Debuut van Volkan Babacan (İstanbul Başakşehir) voor Turkije.                                                                              |              | |

### Zesde ontmoeting
| EK 2016 kwalificatie (scheidsrechter Stefan Johannesson, Konya, 3 september 2015):                                                                    |              | |
| Turkije | 1 – 1        | Letland |
| Selçuk İnan 77' | goals        | 90+1' Valerijs Šabala |
| Fatih Terim | bondscoach   | Marian Pahars |
| Volkan Babacan Hakan Balta Serdar Aziz Hakan Çalhanoğlu Selçuk İnan Arda Turan Gökhan Töre 58' Ozan Tufan Burak Yılmaz 84' Caner Erkin Volkan Şen 55' | opstellingen | Andris Vaņins Vitālijs Maksimenko Kaspars Dubra 82' Oļegs Laizāns Vladislavs Gabovs Aleksejs Višņakovs 60' Aleksandrs Cauņa 85' Artūrs Karašausks Deniss Rakels Igors Tarasovs Vitālijs Jagodinskis |
| Umut Bulut 55' Şener Özbayraklı 58' Mehmet Topal 84'                                                                                                  | wissels      | 60' Artūrs Zjuzins 82' Eduards Višņakovs 85' Valerijs Šabala |
| Ozan Tufan 32' | gele kaarten | 9' Igors Tarasovs 34' Andris Vaņins 90+1' Valerijs Šabala |

LFF · A-internationals · Bondscoaches · Statistieken · Lets vrouwenelftal · Olympisch elftal · Letland U21 · Letland U20 · Letland U19 · Letland U18 · Letland U17 · Letland U16
1922 – 1929 ·
1930 – 1940 ·
1950 – 1989 · 
1990 – 1999 ·
2000 – 2009 ·
2010 – 2019 ·
2020 – 2029
EK 1996 · 
EK 2000 · 
EK 2004 · 
EK 2008 · 
EK 2012
WK 1994 · 
WK 1998 · 
WK 2002 · 
WK 2006 · 
WK 2010 · 
WK 2014
OS 1924
1922 · 
1923 · 
1924 · 
1925 · 
1926 · 
1927 · 
1928 · 
1929 · 
1930 · 
1931 · 
1932 · 
1933 · 
1934 · 
1935 · 
1936 · 
1937 · 
1938 · 
1939 · 
1940 · 
1941 · 
1942 · 
1943 · 1944 · 
1945 · 
1946 · 
1947 · 
1948 · 
1949 · 
1950 – 1990 · 
1991 · 
1992 · 
1993 · 
1994 · 
1995 · 
1996 · 
1997 · 
1998 · 
1999 · 
2000 · 
2001 · 
2002 · 
2003 · 
2004 · 
2005 · 
2006 · 
2007 · 
2008 · 
2009 · 
2010 · 
2011 · 
2012 · 
2013 · 
2014 · 
2015 · 
2016 · 
2017 ·
2018 ·
2019 ·
2020 ·
2021 ·
2022
Albanië ·
Andorra ·
Angola ·
Armenië ·
Azerbeidzjan ·
Bahrein ·
België ·
Bolivia ·
Bosnië en Herzegovina ·
Brazilië ·
Bulgarije ·
China ·
Cyprus ·
Denemarken ·
Duitsland ·
Estland ·
Faeröer · 
Finland ·
Frankrijk ·
Georgië ·
Ghana ·
Gibraltar ·
Griekenland ·
Honduras ·
Hongarije ·
Ierland ·
IJsland ·
Israël ·
Japan ·
Kazachstan ·
Koeweit ·
Kosovo ·
Kroatië ·
Liechtenstein ·
Litouwen ·
Luxemburg ·
Malta ·
Moldavië ·
Montenegro ·
Nederland ·
Noord-Ierland ·
Noord-Korea ·
Noord-Macedonië ·
Noorwegen ·
Oekraïne ·
Oezbekistan · 
Oman ·
Oostenrijk ·
Polen ·
Portugal ·
Qatar ·
Roemenië · 
Rusland ·
San Marino ·
Saoedi-Arabië ·
Schotland ·
Slovenië ·
Slowakije ·
Spanje ·
Thailand ·
Tsjechië ·
Tunesië ·
Turkije ·
Verenigde Staten ·
Wales ·
Wit-Rusland ·
Zuid-Korea ·
Zweden ·
Zwitserland
TFF · A-internationals · Selecties · Bondscoaches · Turks vrouwenelftal · Olympisch elftal · Turkije U21 · Turkije U20 · Turkije U19 · Turkije U18 · Turkije U17 · Turkije U16
1923 – 1929 · 
1930 – 1939 · 
1940 – 1949 · 
1950 – 1959 · 
1960 – 1969 · 
1970 – 1979 · 
1980 – 1989 · 
1990 – 1999 · 
2000 – 2009 · 
2010 – 2019 ·
2020 − 2029
EK 1996 · 
EK 2000 · 
EK 2008 · 
EK 2016 ·
EK 2020 ·
EK 2024 · WK 1954 · WK 2002 · OS 1924 · 
OS 1928 · 
OS 1936 · 
OS 1948 · 
OS 1952 · 
OS 1960
1923 · 
1924 · 
1925 · 
1926 · 
1927 · 
1928 · 
1929 · 1930 · 
1931 · 
1932 · 
1933 · 1934 · 1935 · 
1936 · 
1937 · 
1938 · 1939 · 1940 · 1941 · 1942 · 1943 · 1944 · 1945 · 1946 · 1947 · 
1948 · 
1949 · 
1950 · 
1952 · 
1952 · 
1953 · 
1954 · 
1955 · 
1956 · 
1957 · 
1958 · 
1959 · 
1960 · 
1961 · 
1962 · 
1963 · 
1964 · 
1965 · 
1966 · 
1967 · 
1968 · 
1969 · 
1970 · 
1971 · 
1972 · 
1973 · 
1974 · 
1975 · 
1976 · 
1977 · 
1978 · 
1979 · 
1980 · 
1981 · 
1982 · 
1983 · 
1984 · 
1985 · 
1986 · 
1987 · 
1988 · 
1989 · 
1990 · 
1991 · 
1992 · 
1993 · 
1994 · 
1995 · 
1996 · 
1997 · 
1998 · 
1999 · 
2000 · 
2001 · 
2002 · 
2003 · 
2004 · 
2005 · 
2006 · 
2007 · 
2008 · 
2009 · 
2010 · 
2011 · 
2012 · 
2013 · 
2014 · 
2015 ·
2016 ·
2017 ·
2018 ·
2019 ·
2020 ·
2021 ·
2022 ·
2023 ·
2024
Albanië ·
Algerije ·
Andorra ·
Angola ·
Armenië ·
Australië ·
Azerbeidzjan ·
België ·
Bosnië en Herzegovina ·
Brazilië ·
Bulgarije ·
Canada ·
Chili ·
China ·
Colombia ·
Costa Rica ·
DDR ·
Denemarken ·
Duitsland ·
Ecuador ·
Egypte ·
Engeland ·
Estland ·
Ethiopië ·
Faeröer ·
Finland ·
Frankrijk ·
Georgië ·
Ghana ·
Gibraltar ·
Griekenland ·
Guinee ·
Honduras ·
Hongarije ·
Ierland ·
IJsland ·
Irak ·
Iran ·
Israël ·
Italië ·
Ivoorkust ·
Japan ·
Joegoslavië ·
Kameroen ·
Kazachstan ·
Kosovo ·
Kroatië ·
Letland ·
Libanon ·
Libië ·
Liechtenstein ·
Litouwen ·
Luxemburg ·
Maleisië ·
Malta ·
Moldavië ·
Montenegro · 
Nederland ·
Nieuw-Zeeland ·
Noord-Ierland ·
Noord-Macedonië ·
Noorwegen ·
Oekraïne ·
Oezbekistan ·
Oostenrijk ·
Pakistan ·
Paraguay ·
Polen ·
Portugal ·
Qatar · 
Roemenië ·
Rusland ·
San Marino ·
Saoedi-Arabië ·
Schotland ·
Senegal ·
Servië ·
Slovenië · 
Slowakije ·
Sovjet-Unie ·
Spanje ·
Syrië ·
Tsjechië ·
Tsjecho-Slowakije ·
Tunesië ·
Uruguay ·
Verenigde Staten ·
Wales ·
Wit-Rusland ·
Zuid-Afrika ·
Zuid-Korea ·
Zweden ·
Zwitserland
Brazilië (2002, 1) · 
Costa Rica (2002) · 
Duitsland (2008) · 
Italië (2021) · 
Kroatië (2008) · 
Kroatië (2016) · 
Portugal (2008) · 
Spanje (2016) · 
Tsjechië (2008) · 
Wales (2021) · 
Zwitserland (2008) · 
Zwitserland (2021)